# Давід Рубінґер
Давід Рубінґер (івр. דוד רובינגר; 29 червня 1924 — 2 березня 2017) — ізраїльський фотограф і фотожурналіст. Його фотографія ізраїльських десантників, зроблена під кінець Шестиденної війни стало знаковою ілюстрацією конфлікту найвідомішою з його фото. Шимон Перес назвав Рубінгера «фотографом нації в процесі її становлення».

## Життєпис

Ізраїльські війська під час Шестиденної війни

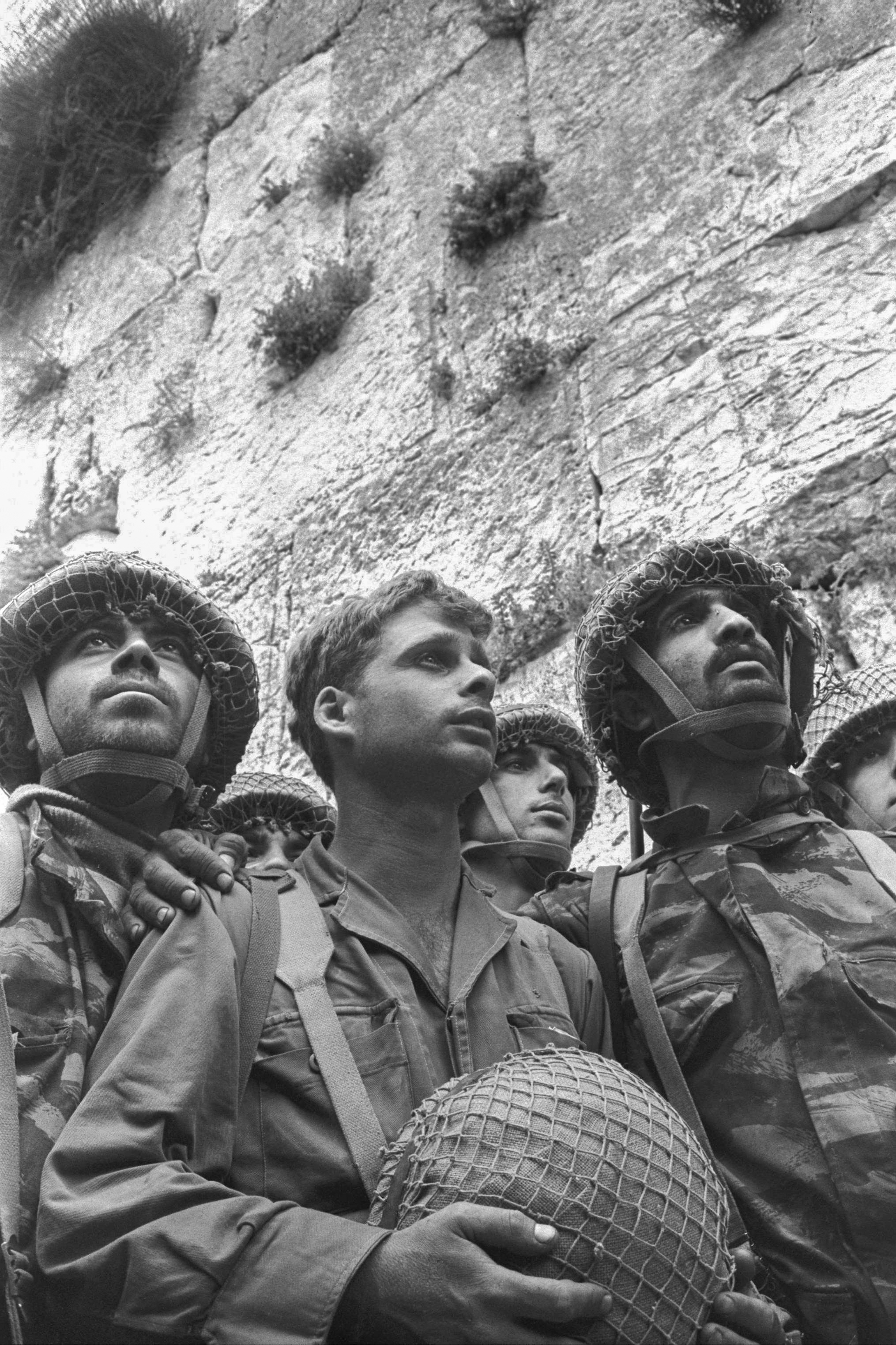
Десантники біля «Західної стіни»

Рубінгер був єдиною дитиною в родині, народився у Відні у 1924 році. У 1938 році нацистська Німеччина анексувала Австрію, Рубінґера як юдея було викличено зі школи і з допомогою Молодіжної Алії, він втік через Італію в підмандатну Палестину  і оселився у кібуці Бейт-Зера у Йорданській долині. Його батько зміг втекти до Англії, але його мати стала жертвою Голокосту. Під час Другої Світової війни він служив у складі Єврейської бригади Британської армії в Північній Африці та Європі. Під час подорожі до Парижа, французька подруга подарувала йому фотоапарат, і він виявив, що ця справа йому подобається. Першими його професійними фото вважаються фото  єврейської молоді, що збирається на британський танк, щоб відсвяткувати План ООН по розділенню Палестини, створення ізраїльської держави.
Після війни, він відвідав свого батька в Англії і дізнався, що у нього були інші родичі в Німеччині. Там він познайомився зі своєю кузиною Енні і її матір'ю, які пережили Голокост. Він запропонував Енні одружитися, щоб забезпечити їй еміграцію до Палестини, але шлюб за розрахунком тривав понад 50 років до самої її смерті.
Після повернення до Ізраїлю. Рубінґер почав бізнес у сфері фотографії в Єрусалимі, але перейшов до фотожурналістики, коли Урі Авнер запропонував йому посаду в редакції журналу «Га-Олам га-зе» у 1951 році, де він пропрацював два роки. Потім він приєднався до колективу «Єдіот Ахронот», після того до «Джерусалем пост». Прорив у кар'єрі стався у 1954 році, коли йому запропонували знімати сюжет для  Time–Life. У підсумку він працював там понад 50 років. На його першій фотографії для міжнародного видання  була зображена черниця, яка вишуковувала зубні протези на нейтральній смузі між Ізраїлем та Йорданією .
Завдяки посаді регіонального фотографа для Time–Life, Рубінґер став свідком всіх війн Ізраїлю і мав безпрецедентний доступ до державних лідерів: він був єдиним фотографом, якого пускали до кафе Кнесету.

## Десантники біля західної стіни
Найвідомішою з фоторобіт Рубінґера вважається знімок ізраїльських десантників біля Стіни плачу, зроблений в ході Шестиденної війни відразу після того, як ізраїльські війська зайняли Старе місто Єрусалиму. Він зупинив трьох солдатів і зробив з ними кілька фотографій, знімаючи їх знизу, з землі (між Стіною плачу і стінами навколишніх будинків в цей час був лише вузький прохід) .
Рубінґер передав фотографію до прес-служби уряду Ізраїлю, яка її широко розповсюдила. Надалі, коли знімок без згоди автора почали публікувати різні комерційні видання, Рубінґер спробував звернутися до суду, але згідно з судовим рішенням фотографія була оголошена національним надбанням, на яке не поширювалися авторські права.

## Нагороди та визнання
Давід Рубінґер був нагороджений Премію Ізраїля в галузі комунікацій у 1997 році, це був перший раз коли нагороджували в цій категорії.
5 березня 2017 року, щоденна ізраїльська газета Едіот Ахронот, де також працював Давід, опублікувала 21-сторінковий спеціальний додаток з його вибраними фото.